# Stützrad
Stützrad ist ein Begriff aus der Fahrzeugtechnik. Stützräder sind in der Regel Hilfsräder, die zur regulären Bewegung eines Fahrzeugs nicht im Einsatz sind. Sie verhindern, dass das Gefährt umfällt. Zu unterscheiden davon sind die Sicherheitsräder – der Kippschutz – an Personenrollstühlen gegen das Nach-hinten-Kippen bei Bergauffahrt.

## Bodenfahrzeuge

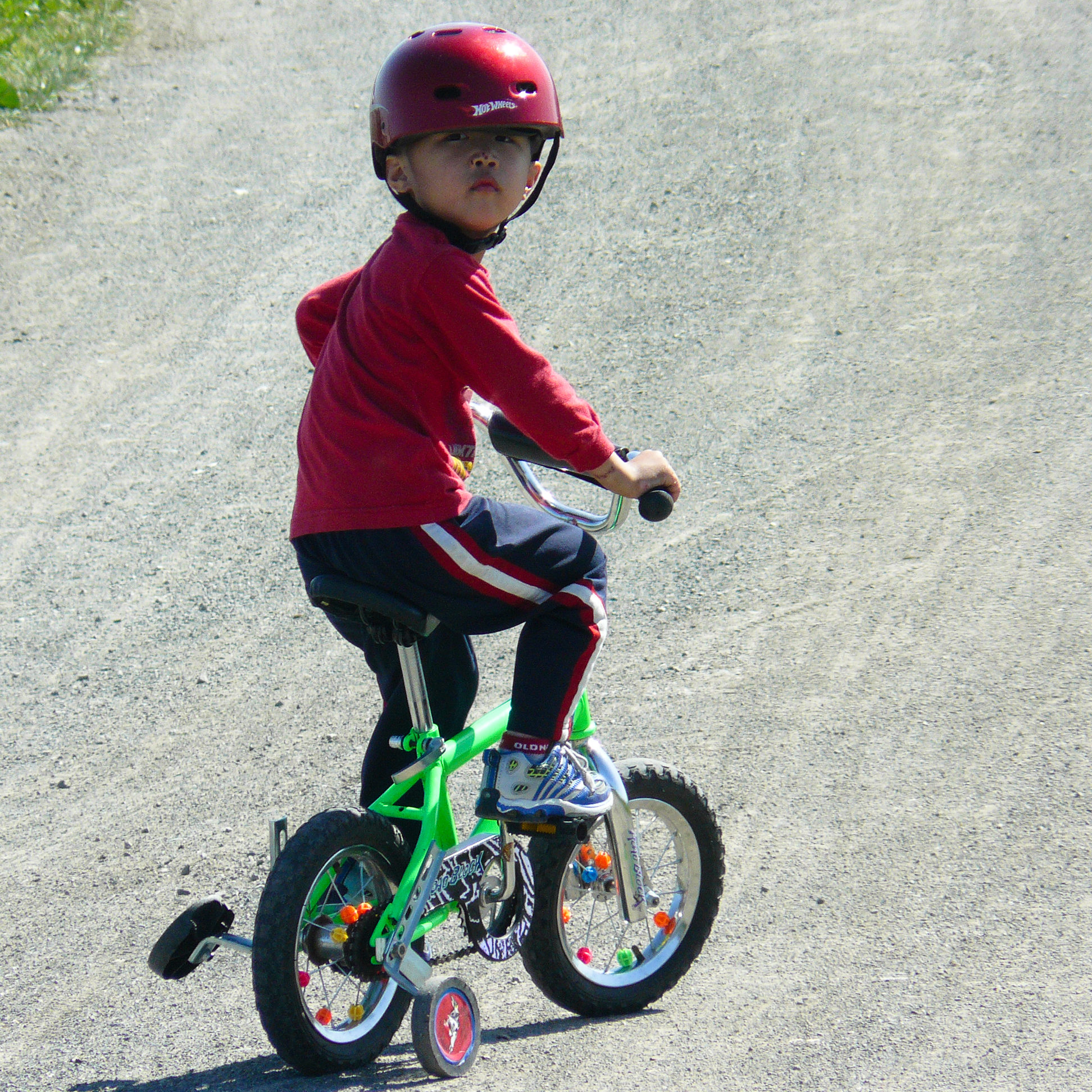
Stützräder an einem Kinderfahrrad, Halterung links verbogen

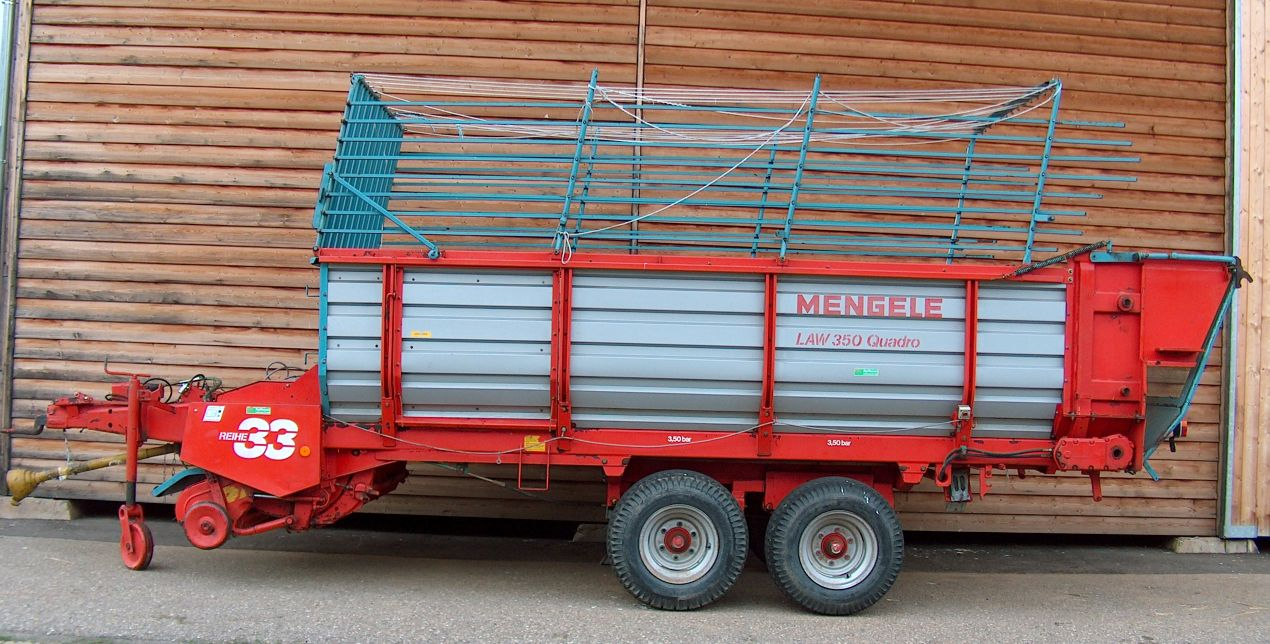
Ladewagen mit Stützrad unter der Deichsel (links)

Stützräder finden sich – häufig eines je Seite – an folgenden Fahrzeugen:
- Bei kleinen Fahrrädern für Kinder, erdacht zum Vermeiden des Umkippens beim Erlernen des Radfahrens. Der pädagogische Wert gilt als gering, da sie durch die Stützräder den Gleichgewichtssinn kaum trainieren können. Auch verändert sich das Lenkverhalten beim Aufsetzen eines der zusätzlichen Räder. Das Rad verhält sich dann wie ein mehrspuriges Fahrzeug und kann wie ein Dreirad keine Lenkimpulse mehr annehmen. Um das fortlaufende Wechseln des Lenkverhalten zu verhindern, fahren Kinder permanent auf einem Stützrad, was zu Haltungs- und Rückenschäden führen kann. Davon abgesehen ist die Sturzgefahr am Gehsteigrand und an Straßenrinnen größer. Alternativ sind seit etwa dem Jahr 2000 Laufräder für Kinder ab 2 Jahre erhältlich, bei denen die Beine den Stützeffekt übernehmen.[1]
- Gefedert an Therapie(zwei)rädern für Menschen mit Gleichgewichts- oder Bewegungsstörungen.
- An anderen Einspur-Fahrzeugen, zur Vermeidung des Umfallens im Stand (Siehe Ecomobile).
- An Sattelaufliegern von Sattelzügen, um im Stand das Absatteln mittels der Stützen zu ermöglichen.
- An Deichseln von Einachs-Anhängern wie Wohnwagen und Lastanhängern, um den Anhänger im Stand und abgekuppelt im Gleichgewicht zu halten.
- Schneepflüge haben – hinter der Pflugkante – Stützräder oder Gleitkufen um das bodennahe Führen zu verbessern. Auch größere, seitlich-schräge Handschneepflüge gibt es mit 2 Rädern, die eine Seitenführungskraft aufbauen, um den Schnee eines Wegs durch Entlangfahren quer auf eine Seite zu verfrachten.
- Bei landwirtschaftlichen Anbaugeräten (zum Beispiel bei einem Pflug) wird die Arbeitstiefe oft über ein Stützrad (Tastrad) bestimmt.
- Unter Einradfahrern werden Fahrradfahrer mitunter scherzhaft als Stützradfahrer bezeichnet, da ein zweites Rad lediglich als Stützrad angesehen wird, das wie die Stützräder beim Kinderfahrrad mit ein wenig Übung überflüssig wird.

Stützräder an Kinderrädern sind fest neben dem Hinterrad angebracht; bei einer kleinen Seitenneigung (oder Bodenunebenheit) setzen sie auf. An den anderen Fahrzeugtypen sind sie beweglich bzw. höhenverstellbar angebracht oder (im Fall Ecomobile) am Ende ausschwenkbarer Stützarme.

## Segelflugzeug

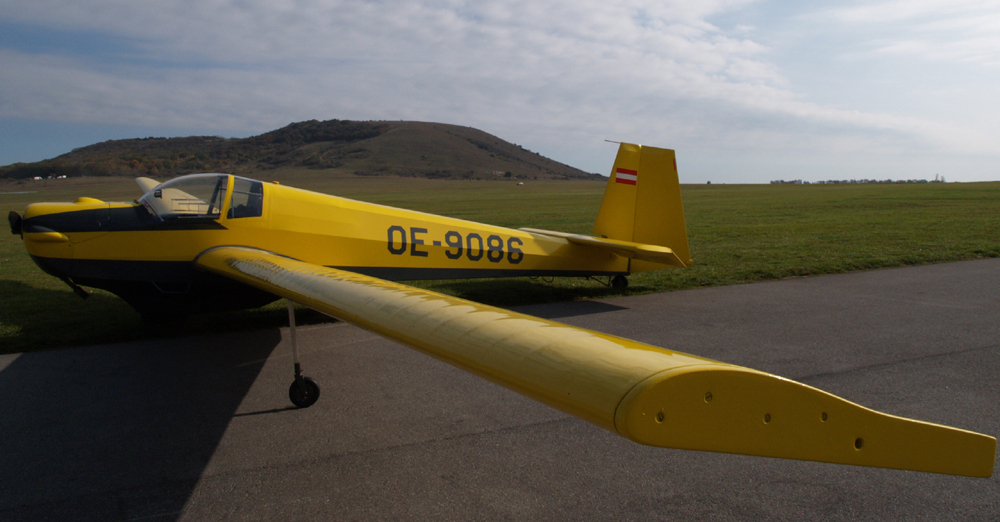
Stützrad beim SF 25

Segelflugzeuge kennen verschiedenartige Stützräder:
- Kleine unter den Tragflächenenden, um im Zuge der Landung beim letzten Ausrollen die eine zu Boden kippende Tragfläche abzustützen.
- Selbststartfähige Motorsegler mit Stützrädern von 15 cm Durchmesser an einklappbaren Stützen unter den Tragflächenmitten brauchen beim Start keine mitlaufenden Helfer, die sonst die Tragflächenenden bis zum Erreichen von etwa 20 km/h waagrecht halten müssen. Rollt der Segler waagrecht, sind beide Stützräder etwa 15 cm über dem Boden.
- Zum Schleppen auch größerer Segler am Boden ohne Helfer wird an nur eine Tragfläche ein Stützrad mit etwa 50 cm Durchmesser geklemmt, unter dessen Gewicht sich der Segler auch etwas zu dieser Seite hin neigt und abstützt. Vorne trägt das mittige Hauptfahrwerk die Hauptlast. Im Bereich des kleinen unlenkbaren Heckrades wird ein Kuller montiert, so dass allein durch den Zug per Zugstange am Schlepphaken der Segler auch kurvig nachgezogen und sogar um seine Hochachse gedreht werden kann.

## Weitere Anwendungen

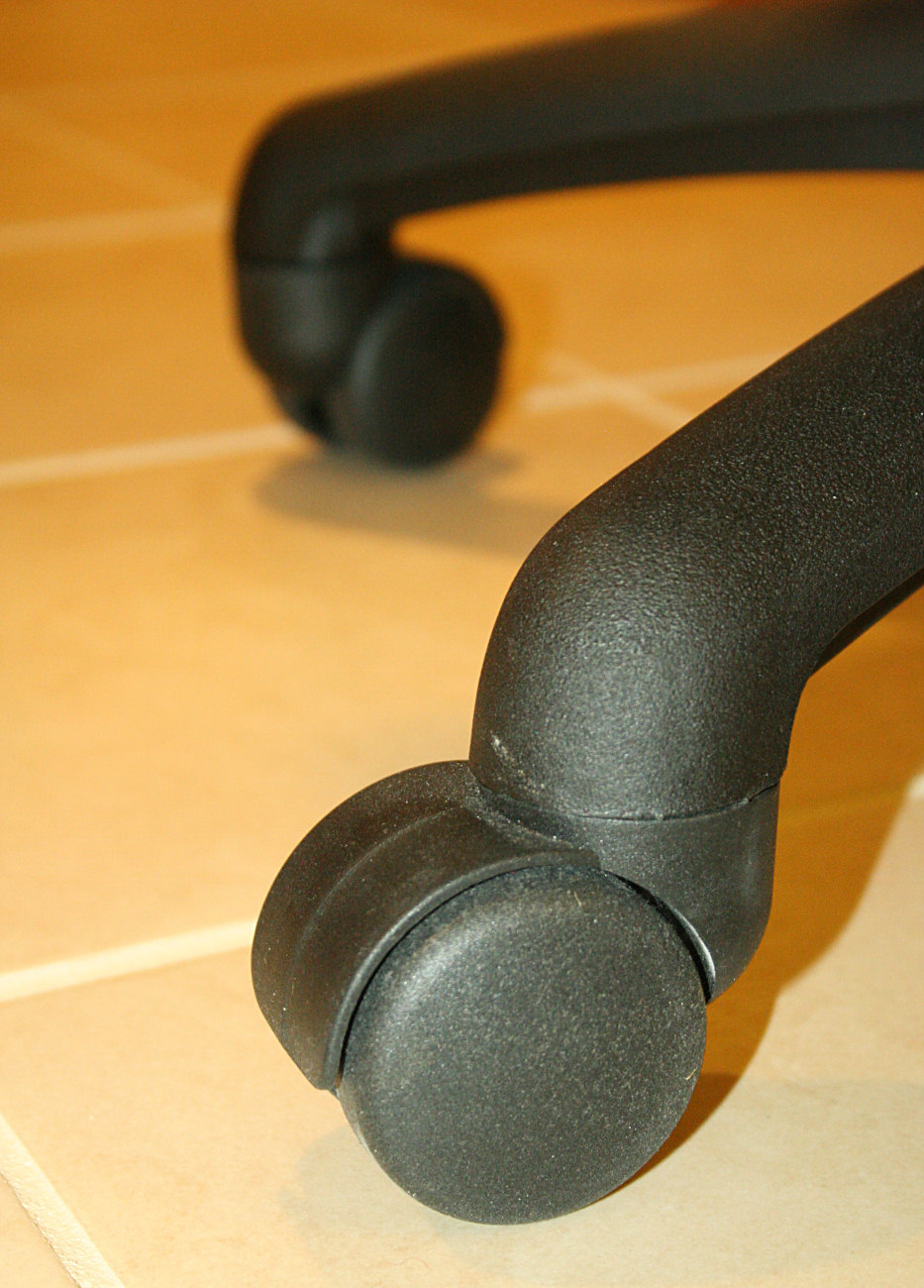
Castorrollen an einem Bürostuhl

- Stützräder können weit ausladende Schiebe-, Dreh- und Falt-Tore unterstützen.
- Es gibt Rolltritte und Stehleitern, deren Rollen zum unbelasteten Verfahren der Steighilfe dienen und die bei Belastung einfedern. Die Steighilfe steht dann fest auf den Beinen neben den Rollen. Die Stützräder größerer Gerüste werden mittels Schrauben- oder Hebelmechanik hoch oder tief gestellt.
- Der oberste Teil einer Seilzugleiter rollt mit Hilfe von 2 Stützrädern die Hausfassade hinauf.
- Stützrollen von Bürostühlen rollen leicht bei Belastung, doch bremsen den unbelasteten Sessel etwas.